# (36533) 2000 QF87
2000 QF87 (asteroide 36533) é um asteroide da cintura principal. Possui uma excentricidade de 0.06596390 e uma inclinação de 5.24078º.
Este asteroide foi descoberto no dia 25 de agosto de 2000 por LINEAR em Socorro.